# The Pepper Pots
The Pepper Pots est un groupe de ska, reggae, soul, rocksteady formé à Girone en 2002 puis installé en Catalogne. Le groupe enregistre, en 2004, avec un trio féminin, son premier album Swingin' Sixties. Leur deuxième album Shake It! sort en 2007. Après la publication d'un dernier album baptisé We must fight en 2013,, le groupe se sépare en 2014,.

## Formation
- Adriana Prunell, chant
- Mercè Munné, chant
- Marina Torres, chant
- Joan Vergés, batterie
- Joan Barrientos, guitare basse
- Lluís Rodríguez, guitare
- Ireneu Grosset, claviers
- Tomy Muñoz, saxophone alto
- Gerard Xifra, saxophone ténor
- Jordi Subirà, trompette
- Isidre Palmada (Patu), trombone